# Zhirair Hovhannisian
Zhirair Hovhannisian –en armenio, Ժիրայր Հովհաննիսյան– (Vanadzor, 11 de julio de 1981) es un deportista armenio que compitió en lucha libre. Ganó una medalla de bronce en el Campeonato Europeo de Lucha de 2009, en la categoría de 66 kg.

## Palmarés internacional
| Campeonato Europeo | Campeonato Europeo | Campeonato Europeo | Campeonato Europeo |
| Año                | Lugar              | Medalla            | Categoría          |
| ------------------ | ------------------ | ------------------ | ------------------ |
| 2009               | Vilna (Lituania)   | Medalla de bronce  | 66 kg              |